# Karanggedang (Bruno)
Karanggedang is een bestuurslaag in het regentschap Purworejo van de provincie Midden-Java, Indonesië. Karanggedang telt 723 inwoners (volkstelling 2010).